# Schleuderschiff
Schleuderschiff war die von der deutschen Luftwaffe 1938 bis 1945 gebrauchte Bezeichnung für speziell für sie gebaute Schiffe, die per Flugzeugkatapult („Schleuder“) Wasserflugzeuge und Flugboote für Fernaufklärung oder Seenotrettungsaufgaben starten konnten. Schleuderschiffe waren somit eine Untergruppe von Katapultschiffen.

## Geschichte
Die Deutsche Lufthansa hatte ab 1933 mit dem zum Katapultschiff umgebauten Frachtschiff Westfalen und danach mit drei weiteren Schiffen (Schwabenland, Ostmark und Friesenland) in ihrem Südatlantik Post- und Liniendienst erfolgreich das Katapultieren von relativ schweren und für Langstreckenflüge geeigneten und ausgerüsteten Flugbooten von Schiffsdecks demonstriert. Die Flugboote landeten auf einem sogenannten Stausegel beim Schiff.
Dies führte bei der Luftwaffe zu Überlegungen, die Technik schwimmender Stützpunkte mit Katapult, Kran, Betankungs- und Wartungseinrichtungen für Fernaufklärungsaufgaben zu nutzen. Demgemäß lief im Jahre 1938 bei der Stülcken-Werft in Hamburg als erstes Schleuderschiff der Luftwaffe die 1.086 Tonnen große Sperber vom Stapel. Auf diese folgten 1942 zwei auf der F. Schichau-Werft in Pillau gebaute erheblich größere Schiffe, die Bussard und die Falke, beide mit 2.040 t Wasserverdrängung. Alle drei basierten in vieler Hinsicht auf dem Design der 1936 für die Lufthansa gebauten Ostmark, bei der nahezu das gesamte Oberdeck zur Aufnahme der Katapultanlage und einer zusätzlichen Flugzeugstellfläche diente.
Die drei Schiffe hatten ein langes, flaches Oberdeck mit einem Heinkel-Flugzeugkatapult auf dem Vorderschiff, einer Flugzeugstellfläche dahinter und einem Kran der Firma Kampnagel am Heck. Die Startschleuder konnte Flugboote der Typen Dornier Do 18, Dornier Do 24 und Blohm & Voss BV 138 innerhalb von 2,5 Sekunden mit bis zu 4 g beschleunigen, sodass sie am Ende des Katapultvorganges eine Geschwindigkeit von 180 km/h erreichten. Die Sperber hatte ein 18-Tonnen-Katapult und einen 18-Tonnen-Kran; die Bussard und die Falke hatten jeweils ein 20-t-Katapult und einen 20-t-Kran.
Im Zweiten Weltkrieg wurden diese drei Schleuderschiffe, wie auch drei der vier von der Luftwaffe requirierten Katapultschiffe der Lufthansa, von der Luftwaffe in der Nord- und Ostsee und an der norwegischen Küste eingesetzt. Alle drei überlebten den Krieg.